# ローズハウス
ローズハウス（繁体字中国語: 古典玫瑰園、英語: Rose House）は1990年に開設された。創業の人気薔薇画家黄騰輝（Robert Huang）がその道を開いたのは薔薇やイングリッシュティー、アフタヌーンティー、陶磁器、ローズアートへの情熱。今では、台湾最大のイングリッシュティーチェーンシステムを誇る。2001年にロンドンで支社、2002年から上海、北京、杭州などで相次いでフラッグショップ。2006年に韓国ソウル、2007年にニューヨークのクイーンズ区でフラッグショップ1号店を開店。2009年から日本やオーストラリアへ市場展開を進めている。
創業の黄が描いた薔薇油彩画が、国際ビザカードや日本JCBカードの表紙になった。華人アーティストにおけるかつて例を見ない栄誉であると考えられている。2004年に、黄がイギリス人気デザイナー、ジョセフ・ア・バレイ（エリザベス2世のご成婚時に使用された引出物をデザイン）のスクリプトを再描画、イギリス百年陶磁器老舗エインズレイに承認を与え、ビクトリアス・スピリッツを再現させ、薔薇シリーズの陶磁器を世界で発行。黄の陶磁器作品が今では世界80ヵ国以上におよぶ収蔵されている。クリエーションも国際オークションで良好な国際的名声を博した。
芸術創作で薔薇ならではの芸術の夢を編みつづける黄は、イギリス文化と芸術を結びつけ、広く展開させた。ローズハウスは台湾最大級のアフタヌーンティーチェーンであり、芸術性に卓越した最も代表的な文化産業と考えられている。
台湾においては2013年に打狗英国領事館文化園区（高雄市）、2016年に台中市役所（台中市）など古蹟をリノベーションした空間への出店にも積極的である。